# Nikolay Barekov
Nikolay Tihomirov Barekov (en bulgare : Николай Тихомиров Бареков), né le 16 octobre 1972) à Plovdiv, est un homme politique bulgare, également journaliste et homme d'affaires. C'est le leader du parti politique Recharger la Bulgarie.

## Biographie
Il est élu député européen le 25 mai 2014.